# 川口市立上青木南小学校
川口市立上青木南小学校（かわぐちしりつ かみあおきみなみしょうがっこう）は、埼玉県川口市上青木にある公立小学校。

## 沿革
- 1972年4月 - 川口市立上青木小学校を分離して川口市立上青木南小学校として設立[1][2]

## 教育目標
「心身ともに健康で、調和のとれた人間性豊かな児童の育成」
- 考える子
- やさしい子
- たくましい子[3][4]

## 通学区域
- 青木5丁目 - 一部
- 上青木西1丁目 - 一部
- 上青木西2丁目 - 一部
- 上青木1丁目 - 全域
- 上青木2丁目 - 一部
- 上青木3丁目 - 一部
- 中青木5丁目 - 一部
- 西青木5丁目 - 一部[5]

## 卒業生
- 佐川奈美 - バレーボール選手